# Vauthiermont
Vauthiermont település Franciaországban, Territoire de Belfort megyében. Lakosainak száma 220 fő (2022. január 1.). Vauthiermont Bellemagny, Saint-Cosme, Angeot, Fontaine, Larivière és Reppe községekkel határos.

## Népesség
A település népessége az elmúlt években az alábbi módon változott:
| Lakosok száma | 230  | 227  | 229  | 210  | 204  | 201  | 195  | 208  | 220  |
|               | 2013 | 2015 | 2016 | 2017 | 2018 | 2019 | 2020 | 2021 | 2022 |